# Ján Šipeky
Ján Šipeky (Košice, 2 januari 1973) is een Slowaaks voormalig wielrenner.

## Belangrijkste overwinningen
2001
 Slowaaks kampioen ploegentijdrijden, Elite
2002
1e etappe Ronde van Egypte
 Slowaaks kampioen ploegentijdrijden, Elite
2005
6e etappe Ronde van Egypte
2006
Eindklassement Ronde van Marokko
2007
Grote Prijs van Sharm el-Sheikh
2008
5e etappe Ronde van Libië

## Resultaten in voornaamste wedstrijden
| Jaar |  | WK op de weg |
| ---- |  | ------------ |
| 2007 |  | opgave       |

## Ploegen
- 2001 –  De Nardi-Pasta Montegrappa
- 2002 –  De Nardi-Pasta Montegrappa
- 2004 –  Dukla Trenčín
- 2005 –  Dukla Trenčín
- 2006 –  Dukla Trenčín
- 2007 –  Dukla Trenčín Merida
- 2008 –  Dukla Trenčín Merida
- 2009 –  Dukla Trenčín Merida
- 2010 –  Dukla Trenčín Merida
- 2011 –  Dukla Trenčín Merida

Brasi · 
Bratkowski · 
Crepaldi · 
Fedenko · 
Finco · 
Forner · 
Gazi ·
Hecl ·
Kokorine · 
Kováč · 
Kranjec · 
Laris · 
Palumbo · 
Panetta · 
Sedoen ·
Šipeky · 
Špak ·
Valach ·
Turicchia ·
Wielinga ·
Anderson (stagiair) ·
Ballan (stagiair) ·
Kružić (stagiair)
Aug ·
Ballan ·
Brasi · 
Bulgarelli · 
Cadamuro · 
Dubos · 
Fadrny · 
Gazi ·
Gobbi ·
Hecl ·
Klucka ·
Kohut ·
Kokorine · 
Kováč · 
Kranjec ·
Kružić · 
Miorin · 
Ongarato ·
Palumbo · 
Pidhorny · 
Prázdnovský ·
Šipeky · 
Testi ·
Valach ·
Wielinga
Gazi · Klučka · Kolínek · Kováč · Milon · Šipeky · Slota · M.Velits · P.Velits · Zsombok
Branický · Freivolt · Galovič · Hekele · Kasidlo · Kolínek · Kováč · Liška · Milon · Mitošinka · Šipeky · Slota · Žabka · Zachar
Bachratý · Broniš · Dobiaš · Kasidlo · Kováč · Liška · Mička · Polievka · Šipeky · Slota · Tybor · Zachar
Bachraty · Dobiaš · Freivolt · Gajdošík · Kasidlo · Kováč · Polievka · Sagan · Šipeky · Tybor · Vyšna · Zachar
Bachratý · Božik · Broniš · Freivolt · Kováč · Mahďar · Polievka · Povolný · Sagan · Šipeky · Tybor · Vyšna · Zachar
Božik · Kováč · Krizan · Mahďar · Polievka · Procner · Rovnak · J. Sagan · P. Sagan · Šipeky · Tybor · Vyšna · Žabka · Zachar
Ažaltovič · Hrbáček · Jurčo · Kováč · Mahďar · Marek · Nagy · Polievka · Rovňák · Šipeky · Tybor · Valach · Vyšna
Ažaltovič · Béreš · Chalás · Hrbáček · Jurčo · Kováč · Mahďar · Marek · Nagy · Novák · Polievka · Šipeky · Tybor · Vyšna